# Manifest (serial )
Manifest este un serial TV american supranatural, de mister și dramatic creat de Jeff Rake, cara a avut premiera pe 24 septembrie 2018, pe NBC. În serial joacă Melissa Roxburgh, Josh Dallas, Athena Karkanis, J. R. Ramirez, Luna Blaise, Jack Messina și Parveen Kaur.
Serialul are 4 sezoane, având în total 62 de episoade.

## Premiză
Zborul 828 din Jamaica către New York a avut parte de niște turbulențe. Când avionul a aterizat, pasagerii și echipajul au aflat că au trecut 5 ani jumătate de când zborul lor a fost dat dispărut, ei decolând la 7 aprilie 2013 și aterizând la 4 noiembrie 2018. 

## Distribuție și personaje

### Roluri principale
- Melissa Roxburgh - Michaela Stone
- Josh Dallas - Ben Stone
- Athena Karkanis - Grace Stone
- J.R. Ramirez - Jared Vasquez
- Luna Blaise - Olive Stone
- Jack Messina - Cal Stone
- Parvin Kaur - Saanvi Bahl

## Episoade
| Nr. | Titlu                       | Data               |
| --- | --------------------------- | ------------------ |
| 1   | Pilot                       | 24 septembrie 2018 |
| 2   | Reentry                     | 1 octombrie 2018   |
| 3   | Turbulence                  | 8 octombrie 2018   |
| 4   | Unclaimed Baggage           | 15 octombrie 2018  |
| 5   | Connecting Flights          | 22 octombrie 2018  |
| 6   | Off Radar                   | 5 noiembrie 2018   |
| 7   | S.N.A.F.U.                  | 12 noiembrie 2018  |
| 8   | Point of No Return          | 19 noiembrie 2018  |
| 9   | Dead Reckoning              | 26 noiembrie 2018  |
| 10  | Crosswinds                  | 7 ianuarie 2019    |
| 11  | Contrails                   | 14 ianuarie 2019   |
| 12  | Vanishing Point             | 21 ianuarie 2019   |
| 13  | Cleared for Approach        | 28 ianuarie 2019   |
| 14  | Upgrade                     | 4 februarie 2019   |
| 15  | Hard Landing                | 11 februarie 2019  |
| 16  | Estimated Time of Departure | 18 februarie 2019  |